# تترااتیل‌آمونیوم
تترااتیل‌آمونیوم (به انگلیسی: Tetraethylammonium) با فرمول شیمیایی C۸H۲۰N+ یک ترکیب شیمیایی با شناسه پاب‌کم ۵۴۱۳ است. که جرم مولی آن ۱۳۰٫۲۵ g/mol می‌باشد. 